# Воструха (мифологический персонаж)
Востру́ха — вымышленный женский персонаж, возможно, духа из белорусской мифологии; домовиха.

Согласно ЭСБЕ, 
Воструха — белорусское название какого-то женского домового духа. Где она в доме поселится, ничего не пропадает и ничто не ускользает от её острого взора; «бачым як бы Воструха», — говорят в Минской губернии. Шпилевский видел в Вострухе богиню целомудрия и справедливости и производит её имя от германской Астреи.
Александр Прозоров в повести «Молот Одина» так описывает образ вострухи: 
Мелкие седовласые старушки-вострухи — духи-защитницы дома
В другом произведении, «Хозяйка Валгаллы» также встречаются персонажи с именем вострухи — хранительница дома в виде маленькой старушки.
Благодаря белорусскому писателю-этнографу П. М. Шпилевскому («Белорусские народные предания») и «Словарю славянской мифологии», образ Ваструхи (Вострухи), стал широко известен либо как аналог русского мифического домового, либо как персонаж белорусского мифотворчества — народное воплощение богини Астреи, защищающей правду и целомудрие. Есть сообщения о Дне Вострухи, который отмечается 2 марта, описываются народные приметы и обычаи.

## История
Российский лингвист, фольклорист и мифолог, специалист по традиционной славянской культуре Е. Е. Левкиевская считает, что талантливый автор изданных в середине XIX века «Белорусских народных преданий» Павел Михайлович Шпилевский (Древлянский) наряду с другими персонажами народного творчества воссоздал образ Ваструхи подобно тому, как М. В. Ломоносов создавал параллели между римскими и русскими божествами (Юнона — Коляда, Юпитер — Перун и т. д.). Шпилевский, приняв за эталон мифологию разных народов (древнерусской, литовской, польской и белорусской), попытался утвердить «полноценность» белорусского этноса, создавая пантеон мифологических персонажей и божеств.
Большинство мифологических персонажей Древлянского действительно имеют корни в белорусском языке, преданиях и сказках. За исключением таких, как Жыцень, Цеця, Яркун, Вазила, Гарцуки Любмель, Кумельган и Воструха — лексические источники для целого ряда мифических «персонажей» учёным найти пока не удалось. Видимо, считает Левкиевская, Древлянский «сконструировал» названия для некоторых персонажей «по ассоциации с реальными словами: Ваструха — острый, Вазила — возить, Жыцень — жито, Бордзя — борзый, Яркун — ярый, Гарцуки — гарцевать, Любмел — любить.
Литературный критик, эссеист В. Костырко отмечает, что Древлянский, наделяя божеств, богов и духов одинаковым статусом внутри мифологической системы, оставляет за рамками научного исследования народную культуру и соответствие мифологических представлений элементам народного сознания. Автор «народных преданий» творчески перерабатывает мифологию конца XVIII — начала XIX века и развивает «семантику некоторых белорусских слов, зачастую оказываясь недалеко от подлинных механизмов народного мифотворчества. Так, например, появилась зоркая «Ваструха», белорусская богиня правды».
Недостаточность исследований о мифологических представлениях древних славян связана с оригинальностью и самобытностью славянской мифологии, а также с тем, что сведения о ней достаточно противоречивы, отсутствуют письменные источники, частично уничтоженные во время христианизации Руси в X веке, во время пожаров и нашествий.